# Ion Bogdan Lefter
Ion Bogdan Lefter (n. 11 martie 1957, București) este un poet și eseist, critic și istoric literar român.

## Biografie
A absolvit Colegiul Național „Sf. Sava” din București (1976), apoi, Facultatea de Limbi și Literaturi Străine a Universității din București, specialitatea Limba și literatura engleză - Limba și literatura română (1981). A fost director fondator al revistei „Observator cultural”. A fost redactor-șef al revistei literare „Contrapunct” și analist politic al postului de radio Europa Liberă, secția română. De asemenea, este prozator și analist politic. A fost unul dintre reprezentanții curentului optzecist în literatura română. În prezent, este profesor universitar doctor la Facultatea de Litere a Universității din București și director editorial al revistei „aLtitudini”. Organizator al „Cafenelei critice”, care se ține cu unele întreruperi din 1990 în barul Facultății de Litere iar în prezent la ClubA. Seria recentă a  ajuns la cea de-a doua sută ediție. De asemenea, director al Școlii Doctorale a Facultății de Litere. În perioada 1979-1983 a fost membru activ al Cenaclului de Luni al Centrului Universitar București și al cenaclului Junimea al Universității din București. Este căsătorit cu scriitoarea Simona Popescu, profesor la aceeași facultate.

## Opere publicate
În urma participării la Cenaclul de Luni coordonat de Nicolae Manolescu, debutează în volumul colectiv Cinci. Un an mai târziu îi apare separat volumul de debut personal Globul de cristal, care conține o poezie eterată, ermetică în tradiția Ion Barbu, Camil Petrescu etc.
În 1986 îi apare volumul de debut în critica literară, o monografie dedicată lui Alexandru Ivasiuc, care primește în același Premiul G. Călinescu. Din 1998 publică foarte multe cărți, aproximativ două- trei volume pe an, dintre care cele mai importante sunt Bacovia, un model al tranziției, un foarte interesant eseu despre poezia lui George Bacovia, și Recapitularea modernității, un studiu de istorie literară care rezumă teza sa de doctorat.

## Volume

### Poezii. Proză
- Cinci - volum colectiv, în colaborare cu poeții Romulus Bucur, Bogdan Ghiu, Mariana Marin, Alexandru Mușina, 1982
- Globul de cristal, 1983
- Proză în antologia Desant '83,  1983

### Studii critice
- Alexandru Ivasiuc, Păsările, 1986
- Experimentul literar românesc postbelic (în colaborare cu Gheorghe Crăciun și Monica Spiridon), Editura Paralela 45, 1998 (varianta în limba engleză: Experiment in Post-War Romanian Literature)
- Postmodernism. Din istoria unei „bătălii” culturale, Editura Paralela 45, 2000
- A Guide to Romanian Literature, (volum în limba engleză), 2000
- Bacovia - un model al tranziției, 2001
- Doi nuveliști: Rebreanu și Hortensia Papadat-Bengescu, 2001
- Recapitularea modernității. Pentru o nouă istorie a literaturii române, Editura Paralela 45, 2001
- Scurtă istorie a romanului românesc (cu 58 de aplicații), 2001
- Anii 60-90. Critica literară (Editura Paralela 45, 2002)
- Primii postmoderni: Școala de la Târgoviște (Editura Paralela 45, 2003)
- 5 poeți: Naum, Dimov, Ivănescu, Mugur, Foarță (Editura Paralela 45, 2003)
- Mic dicționar de scriitori bucureșteni din secolul XIX sau despre cum se trăia altătdată fala de a reprezenta Capitala
- Despre identitate. Temele postmodernității, Editura Paralela 45, 2004
- Flashback 1985: Începuturile noii poezii, Editura Paralela 45, 2005
- 7 postmoderni: Nedelciu, Crăciun, Muller, Petculescu, Gogea, Danilov, Ghiu, Editura Paralela 45, 2010 [1]
- O oglindă purtată de-a lungul unui drum. Fotograme din postmodernitatea românească, Editura Paralela 45, 2010 [2]

### Coordonator
- Este coordonatorul volumului Romanian Writers of the 80s and 90s. A Concise Dictionary (Editura Paralela 45, 1999) și al dicționarului biobibliografic Scriitori români din anii '80 și '90 (vol. I, A-F, Editura Paralela 45, 2000; vol. II, G-O, Editura Paralela 45, 2001, vol. III, P-Z, Editura Paralela 45, 2001).

## Premii și distincții
- Premiul pentru debut în poezie al Uniunii Scriitorilor din România (1983)
- Premiul pentru critică literară „G. Călinescu” (1986)

## Afilieri
- Membru al Uniunii Scriitorilor din România (din 1990)
- Membru fondator al Asociației Scriitorilor Profesioniști din România (ASPRO) și președintele ei de la fondare